# Робинсон, Бампер
Бампер Робинсон (англ. Bumper Robinson, настоящее имя — Ларри Кларенс Робинсон II, англ. Larry Clarence Robinson II; родился 19 июня 1974 года в Кливленде, штат Огайо) — американский киноактёр и актёр дубляжа. Прозвище «Бампер» досталось от отца, за то, что в детстве мальчик «имел привычку» постоянно во что-то врезаться.
Впервые появился на экране в возрасте четырёх лет, в рекламном шоу Била Косби.

## Фильмография
| Год       | Фильм                             | Оригинальное название фильма | Персонаж                 |
| --------- | --------------------------------- | ---------------------------- | ------------------------ |
| 1983      | «Джефферсоны», сериал             | «The Jeffersons»             | Артис                    |
| 1983-1984 | «Блюз Хилл-стрит», сериал         | «Hill Street Blues»          | Джимми, 1983; Кид, 1984  |
| 1983-1984 | «Вебстер», сериал                 | «Webster»                    | Кертис                   |
| 1985      | «Кейни и Лэйси», сериал           | «Cagney & Lacey»             | Кевин Таггарт            |
| 1985      | «Враг мой»                        | «Enemy Mine»                 | Заммис                   |
| 1986      | «Ночной суд»                      | «Night Court»                | Леон                     |
| 1987      | «Освободители»                    | «The Liberators»             | Адам                     |
| 1988      | «День за днем»                    | «Day by Day»                 | Уоррен                   |
| 1990-1992 | «Дела семейные»                   | «Family Matters»             | Дэниэл Уоллес            |
| 1992      | «Королевская чета»                | «The Royal Family»           | Джо Корри                |
| 1993      | «Другой мир»                      | «A Different World»          | Дориан Хейвуд            |
| 1993      | «Теа»                             | «Thea»                       | Клифф Калвер             |
| 1994      | «Звездный путь: дальний космос-9» | «Star Trek: Deep Space Nine» | Джем’Адар                |
| 1995      | «Прикосновение ангела»            | «Touched by an Angel»        | Мэтью Мэйки              |
| 1995      | «Бремя белого человека»           | «White Man’s Burden»         | Мартин                   |
| 1996      | «Шоу Стива Харви»                 | «The Steve Harvey Show»      | Лоуренс                  |
| 1994-1996 | «Сестра, сестра…»                 | «Sister, Sister»             | Майк, 1994; Джесси, 1996 |
| 1998      | «Троица»                          | «Three»                      | Маркус Миллер            |
| 1999-2000 | «Вырастаем»                       | «Grown Ups»                  | Маркус                   |
| 2003      | «Сабрина — маленькая ведьма»      | «Sabrina, the Teenage Witch» | Джэймс                   |

## Озвучка
| Год       | Мультфильм                                  | Оригинальное название мультфильма       | Персонаж                            |
| --------- | ------------------------------------------- | --------------------------------------- | ----------------------------------- |
| 1988      | «Скуби-Ду и школа нечисти»                  | «Scooby-Doo and the Ghoul School „      | Джамаал                             |
| 1995-1996 | “Черепашки мутанты ниндзя»                  | «Teenage Mutant Ninja Turtles»          | Картер                              |
| 1998      | «Пинки и Брэйн»                             | «Pinky and the Brain»                   | Тэйрон Спеллбиндер                  |
| 2002      | «Рокет-всемогущий: обогнуть Новую Зеландию» | «Rocket Power: Race Across New Zealand» | Различные персонажи                 |
| 2002-2004 | «ЭлектроШок»                                | «Static Shock»                          | В разные годы — различные персонажи |
| 2003      | «Братец-медвежонок»                         | "Brother Bear "                         | Chipmunks                           |
| 2007-2008 | «Легион супергероев»                        | «Legion of Super Heroes»                | Звездный Мальчик                    |
| 2008      | «Трансформеры»                              | "Transformers: Animated "               | Bumblebee                           |
| 2009      | «Бэтмэн: отвага и смелость»                 | «Batman: The Brave and the Bold»        | Черная Молния                       |

## Награды и номинации
Трижды являлся обладателем премии «Young Artist Award»:
в 1986 г. в номинации «Лучший молодой актёр-приглашенный в ТВ сериал» за роль Кевина Таггарта в сериале «Кэйни и Лэйси» (1982—1986 гг.)
в 1993 г. в номинации «Лучший молодой актёр-возвратившийся в ТВ сериал» за роль Даниэля Уоллеса в сериале «Дела семейные» (1989—1998 гг.) и, в этом же году, в номинации «Лучший молодой актёр в ТВ фильме» за роль Джеки Джексона в картине «Джексоны: американская мечта».
Кроме того, трижды номинировался на премию «Young Artist Award» в разные года за другие работы.